# I Love It (Kanye West e Lil Pump)
I Love It è un singolo dei rapper statunitensi Kanye West e Lil Pump, pubblicato il 7 settembre 2018 come terzo estratto dal secondo album in studio di Lil Pump Harverd Dropout.

## Descrizione
Il brano, descritto dal sito The Outline come un pezzo dirty rap, contiene parti vocali della comica statunitense Adele Givens, tratte da un suo sketch del 1993 nella serie televisiva Def Comedy Jam di HBO; Givens ha altresì ricevuto crediti come artista ospite solamente nel videoclip.
La copertina è stata realizzata dalla pittrice saudita Shadi Al-Atallah, che aveva già collaborato con West nel precedente singolo XTCY, ispirandosi alle opere dell'artista statunitense Kerry James Marshall.

### Accuse di plagio
Il 13 settembre 2018 il DJ statunitense David Morales ha pubblicamente accusato i due rapper di aver copiato la linea del basso di I Love It dal suo remix del brano What Is This Thing Called Love? di Alexander O'Neal. Per questo motivo Jimmy Jam & Terry Lewis sono stati in seguito accreditati come autori del pezzo.

## Promozione
Il brano è stato presentato per la prima volta il 6 settembre 2018 all'edizione inaugurale dei Pornhub Awards, di cui West ne è stato peraltro direttore creativo. Il successivo 29 settembre i due artisti hanno eseguito la canzone al Saturday Night Live.

## Accoglienza
I Love It ha ricevuto critiche perlopiù negative da parte della critica specializzata. Scrivendo per Pitchfork, Sheldon Pearce ha avuto l'impressione che «[il brano] faccia parte di uno sketch del Saturday Night Live su di lui [West], nel quale è stato tagliato fuori».

## Video musicale
Il video musicale, anch'esso presentato in anteprima ai Pornhub Awards, è stato reso disponibile su YouTube in concomitanza con l'uscita del singolo. In esso Adele Givens, vestita di bianco, recita le sue battute campionate nel brano, mentre i due rapper camminano in un lungo corridoio circondato da statue di donne in movimento, vestendo abiti giganti e rettangolari che ricordano i personaggi del videogioco Roblox. Il video è stato prodotto da Spike Jonze ed è stato diretto da West e Amanda Adelson. Nella sua prima settimana ha accumulato 76 milioni di visualizzazioni, stabilendo il record del video hip hop con il maggior numero di views totalizzate in breve tempo, sorpassando This Is America di Childish Gambino.

## Tracce
Testi e musiche di Kanye West, Gazzy Garcia, Omar Pineiro, Rodolfo Franklin, Christopher Barnett, James Harris III, Tommy Lewis e Ronald Spence, Jr..
Download digitale
1. I Love It – 2:08

Download digitale – Freaky Girl Edit
1. I Love It (Freaky Girl Edit) – 2:08

## Formazione
- Kanye West – voce, produzione
- Lil Pump – voce
- DJ Clark Kent – produzione
- CBMix – produzione
- Ronny J – produzione aggiuntiva
- Zack Djurich – ingegneria del suono
- Mike Dean – missaggio
- Jess Jackson – missaggio

## Successo commerciale
I Love It ha debuttato alla 6ª posizione della Billboard Hot 100 statunitense, segnando la diciassettesima top ten di West e la seconda di Lil Pump. Contemporaneamente ha esordito al vertice della Streaming Songs con 46,6 milioni di riproduzioni, mentre nella Digital Songs si è piazzato 9º grazie a 16 000 copie digitali.
Nella Official Singles Chart britannica il singolo ha fatto il suo ingresso al 3º posto con 46 174 unità di vendita, divenendo la ventesima top ten di West e la prima di Lil Pump.

## Classifiche

### Classifiche settimanali
| Classifica (2018) | Posizione massima |
| ----------------- | ----------------- |
| Australia         | 4                 |
| Austria           | 7                 |
| Belgio (Fiandre)  | 18                |
| Belgio (Vallonia) | 43                |
| Canada            | 1                 |
| Croazia           | 79                |
| Danimarca         | 2                 |
| Estonia           | 2                 |
| Finlandia         | 1                 |
| Francia           | 27                |
| Germania          | 9                 |
| Grecia            | 1                 |
| Irlanda           | 2                 |
| Islanda           | 19                |
| Italia            | 19                |
| Lettonia          | 1                 |
| Lituania          | 1                 |
| Norvegia          | 2                 |
| Nuova Zelanda     | 1                 |
| Paesi Bassi       | 8                 |
| Portogallo        | 4                 |
| Regno Unito       | 3                 |
| Repubblica Ceca   | 3                 |
| Slovacchia        | 2                 |
| Spagna            | 44                |
| Stati Uniti       | 6                 |
| Svezia            | 1                 |
| Svizzera          | 6                 |
| Ungheria          | 6                 |

### Classifiche di fine anno
| Classifica (2018) | Posizione |
| ----------------- | --------- |
| Australia         | 89        |
| Canada            | 78        |
| Danimarca         | 91        |
| Estonia           | 70        |
| Regno Unito       | 95        |